# Carlo Somigliana
Carlo Somigliana (Como, 20 de setembro de 1860 — Casanova Lanza, Valmorea, 19 de junho de 1955) foi um matemático e físico italiano.